# Zoo Atlanta
Koordinaten: 33° 43′ 56,2″ N, 84° 22′ 16,8″ W
Der Zoo Atlanta wird von der Zoo- und Aquariums Gesellschaft betrieben und ist eine der Hauptattraktionen in Atlanta. Der Zoo umfasst 16 Hektar und wurde 1889 gegründet. Er liegt im Grant Park und zieht jedes Jahr rund eine Million Besucher an. Der Tierbestand besteht aus 250 Arten und rund 1000 Tieren aus aller Welt.
Bemerkenswert ist die Haltung eines Pärchens Großer Pandas, Lun Lun und Yang Yang, als Leihgabe des Zoos von Chengdu in der Volksrepublik China bis ins Jahr 2009. Nach einer künstlichen Befruchtung brachte Lun Lun am 6. September 2006 um 16.51 Uhr im Alter von neun Jahren ein weibliches Pandababy zur Welt. Das Baby wurde in einer feierlichen Zeremonie am 15. Dezember 2006, also der chinesischen Tradition entsprechend 100 Tage nach der Geburt, auf den Namen Mei Lan (Atlanta Beauty) getauft. Am 3. September 2016 um 7.20 Uhr bzw. 8.07 Uhr gebar Lun Lun Zwillinge. Diese wurden am 12. Dezember 2016 auf die Namen Ya Lun und Xi Lun getauft.
Der für 4,5 Millionen Dollar erbaute Ford African Rain Forest ist die Heimat von 23 Westlichen Flachlandgorillas, die zweitgrößte Gruppe dieser Tiere, die in Nordamerika gezeigt wird. Der Zoo war auch das Zuhause eines berühmten Gorillamännchens namens Willie B., das nach einem ehemaligen Bürgermeister von Atlanta, William B. Hartsfield, benannt wurde (nach ihm wurde auch der internationale Flughafen Hartsfield benannt). 2005 bekam eine von Willie B.s Töchtern Zwillinge, was bei Gorillas äußerst selten vorkommt.
Der Zoo Atlanta ist Mitglied der American Zoo and Aquarium Association (AZA), wo durch Teilnahme an einem Erhaltungszuchtprogramm versucht wird, den Roten Panda und den Sumatra-Tiger vor dem Aussterben zu bewahren. Andere bedeutende Tiere im Park sind Sumatra-Orang-Utans, Spitzmaulnashörner, Afrikanische Elefanten und Komodowarane. Der Streichelzoo erlaubt vorwiegend Kindern, einen engen Kontakt mit Haustieren zu pflegen.